# فانامويسا (مقاطعة بولفا)
فانامويسا (بالإنجليزية: Vanamõisa, Põlva County)‏ هي قرية تقع في إستونيا في Ahja Parish.[بحاجة لمصدر]